# Michele Fabris
Michele Fabris, noto soprattutto col soprannome, derivato dalla terra d'origine, di Michele Ongaro scritto anche Ongharo o Ungaro (Presburgo, 1644 – Venezia, 8 luglio 1684) è stato uno scultore ungherese.

## Biografia
Nacque a Presburgo, Regno d'Ungheria. Dalla terra d'origine gli derivò il soprannome di Ongaro. Circa nel 1662 si trasferì a Venezia. Collaborò con lo scultore tedesco Melchior Barthel alla tomba del Doge Pesaro ai Frari. Poi lavorò in Basilica di Santa Maria della Salute con Baldassare Longhena. Ebbe una scultura a Cappella Vendramin in San Pietro di Castello. Morì a Venezia.